# Chrysocraspeda orgalea
Chrysocraspeda orgalea là một loài bướm đêm trong họ Geometridae.